# Svitlovodsk
Svitlovodsk (ukrainsk: Світлово́дськ, translit: Svitlovóds'k, russisk: Светловодск) er en by i det centrale Ukraine beliggende ved floden Dnepr i Oleksandríja rajon, Kirovohrad oblast. Den er vært for administrationen af Svitlovodsk hromada, en af hromadaerne i Ukraine. Byen har i 2021 en befolkning på omkring 43.931..
I 1962 - 1969 bar byen navnet Kremhes' på grund af, at den er en by-satellit til Kremenchuk.

## Historie
Byen blev udviklet og spredte sig ud fra dæmningen og Krementjuk vandkraftværk (en). Byens oprindelige formål var at huse alle dæmningsarbejderne og at være tæt på dæmningen. Nu produceres det meste af elektriciteten fra dæmningen og bruges i byen. Byen udviklede sig fra  1950'erne - før det eksisterede Svetlovodsk (bogstaveligt talt - lysende vandvej) ikke, navnet blev opfundet af Khrushchev'ss regime, for at erstatte byen Novogeorgievsk, der lå i oversvømmelsesområdet for det nye vandkraftværk. Da dæmningen var færdig deltog den daværende sovjetleder Khrusjtjov  i åbningsceremonierne, og byen begyndte  at vokse mod vest. 
Grunden til at have et sådant kraftværk ude midt i ingenting var enkel: der var brug for strøm til smeltning af metaller og legeringer af forsvarsindustrikvalitet, og anlægget var "hemmeligt" i mange år, men er stadig i drift i dag som en privat virksomhed.